# 斉藤祥太
斉藤 祥太（さいとう しょうた、1985年11月18日 - ）は、日本の俳優、タレント、電気工事士である。血液型AB型。身長170cm。神奈川県横浜市緑区出身。横浜商科大学高等学校卒業、44プロダクション所属。

## 家族
- 同じく俳優の斉藤慶太は一卵性双生児の弟である。
- 2021年秋頃に会社員の女性と結婚[2]。
- 2023年7月8日、第1子女児の誕生を報告[3]。

## 出演

### テレビドラマ
- キッズ・ウォー2〜ファイナル（2000年-2003年、TBS系） - 紺野翼役
- 3年B組金八先生（TBS系） - 今井儀役
  - 第6シリーズ（2001年-2002年）
  - 3年B組金八先生ファイナル〜「最後の贈る言葉」（2011年）
- 火曜サスペンス劇場「女の家」（2002年7月30日、日本テレビ系） - 有賀巧役
- 高校教師（2003年、TBS系） - 正太役
- ホットマン1・2（2003年-2004年、TBS系） - 降矢灰二役
- 元カレ（2003年、TBS系） - 柏葉裕二役
- ドールハウス〜特命女性捜査班〜 第4話（2004年2月5日、TBS系） - 純一役
- 離婚弁護士 第4話（2004年5月6日、フジテレビ系） - 白河雅人役
- 水曜ミステリー9「新米事件記者・三咲1 オレオレ詐欺連続殺人事件」（2005年5月11日、テレビ東京系） - 城島惣哉役
- 一週間の恋（2006年、TBS系） - 天使のアツシ役
- PS -羅生門-（2006年、テレビ朝日系） - 紅谷悟役
- 快感職人（2006年、テレビ朝日系） - 橘隼人役
- 白虎隊（2007年1月6日・7日、テレビ朝日系） - 津田捨蔵役
- ハケンの品格 第9話（2007年3月7日、日本テレビ系） - 那須田透役
- 女帝（2007年、テレビ朝日系） - 杉野謙一役
- 赤川次郎ミステリー 4姉妹探偵団 第3話（2008年2月1日、テレビ朝日・ABC） - 小野田修一役
- 交渉人〜THE NEGOTIATOR〜 第6話（2008年2月14日、テレビ朝日系） - 田口公也役
- 浅見光彦〜最終章〜 第6話（2009年11月25日、TBS系） - 木藤 役
- 月曜ゴールデン（TBS系）
  - 「警視庁機動捜査隊216」（2010年-2019年）- 佐藤守巡査 役
  - 「警視庁再犯防止課 真崎英嗣」（2011年8月1日、TBS系） - 黒田宏一郎 役
  - 「捜査指揮官 水城さや」（2013年1月28日、TBS系） - 佐藤守巡査 役
  - 「駅弁刑事・神保徳之助9」（2015年5月11日、TBS系） - 土居実 役
- デカワンコ 第6話（2011年2月19日、日本テレビ系）
- おみやさん 第8シリーズ 第6話（2011年6月2日、テレビ朝日系） - 柚子原茂役
- 水曜ミステリー9「松本清張没後20年特別企画 事故〜黒い画集〜」（2012年12月12日、テレビ東京系） - 宮下健次役
- 相棒 season12 第5話「エントリーシート」（2013年11月13日、テレビ朝日系） - 紀平浩一 役
- 金曜プレステージ「堂場瞬一サスペンス 執着〜捜査一課・澤村慶司2」（2014年3月7日、フジテレビ系） - 松井孝義役
- 新・刑事吉永誠一 第5話（2014年11月14日、テレビ東京系） - 松沢謙也役
- 検事・悪玉1（2016年） ‐ 篠原雅司
- 早子先生、結婚するって本当ですか? 第1話（2016年4月21日、フジテレビ系） - 台場さん役
- 法医学教室の事件ファイル43（2017年） ‐ 柳田裕也
- 科捜研の女シーズン18 第4話（2018年11月15日、テレビ朝日系） ‐ 渡辺和登 役
- 邪神の天秤 公安分析班(2022年2月13日 - 4月17日、WOWOW) - 森川聡 役
- 全っっっっっ然知らない街を歩いてみたものの Season2 第4話・第5話（2022年3月28日・4月4日、フジテレビ）[4]
- ハジメとケンとセツ(2023年11月6日 - 12月25日、テレビ西日本) - ハジメ 役

### WEBドラマ
- ラブ・コレ2 東京Love Collection（2006年、GyaO）
- 神児遊助のげんきのでる恋 第7話（2009年9月配信、Bee TV） - 正人役

### 映画
- タッチ（2005年9月、東宝） - 上杉達也 役
- 鴨川ホルモー（2009年4月、松竹） - 三好兄弟（兄） 役
- 風が強く吹いている（2009年10月、松竹） - 城次郎（ジョージ）役
- スコット・ピルグリム VS. 邪悪な元カレ軍団（2010年2月） - ケン・カタヤナギ 役
- 恋する弁当男子（2011年、MIRAI） - 主演・風間亮 役
- ギャングース (2018年11月、キノフィルムズ) - 海老名兄弟 役

### バラエティ
- 王様のブランチ（TBS系）※レギュラー、2009年6月27日まで
- 関口宏の東京フレンドパークII（TBS系）
- 世界ウルルン滞在記（TBS系）
- ささるぅ（2007年10月 - 2008年3月、日本テレビ系）※レギュラー
- 所さんの学校では教えてくれないそこんトコロ! （テレビ東京系） - リポーター
- YOSHIとゆかいな仲間達（FRESH! by AbemaTV）-レギュラー

### 舞台
- bambino（2006年3月） - 圭介 役
  - bambino2（2007年6月）
- Knocturn「真田十勇士〜ボクらが守りたかったもの〜」（2011年12月2日 - 11日、天王洲 銀河劇場） - 三好入道清海 役
- 新感覚!スペクタクルステージ『THE★JINRO』－イケメン人狼アイドルは誰だ!!－（2020年6月30日・7月4日、新宿シアターモリエール） - スペシャルゲスト[5]

### イベント
- 日本観賞魚振興事業協同組合「aquarium fair 2013 in Akasaka Sacas」（2013年11月2日・11月3日・11月4日） - プレゼンター

### その他
- ティーンズTV インターネット情報局（2000年4月 - 2002年3月、NHK教育）
- 金魚文化史〜平和のシンボル500年の歩み（日本観賞魚振興事業協同組合制作（BS-TBS、2013年10月27日放送））

## 出版

### DVD
- 卒業（2004年2月）

### 写真集
- 斉藤祥太・斉藤慶太写真集（2002年、ワニブックス）
- JUNON特別編集 祥太! 斉藤祥太パーソナルブック（2003年、主婦と生活社）
- 斉藤祥太・斉藤慶太1stフォト&エッセイ（2005年、ワニブックス）

## レギュラー雑誌
- Myojo
- duet